# Campeonato de Irlanda de Rugby 2014-15
El Campeonato de Rugby de Irlanda (oficialmente All-Ireland League) de 2014-15 fue la vigésimo quinta edición del principal torneo de rugby de la Isla de Irlanda, el torneo que agrupa a equipos tanto de la República de Irlanda como los de Irlanda del Norte.

## Sistema de disputa
Cada equipo disputó encuentros frente a cada uno de los rivales de local y de visita, totalizando 18 partidos cada uno.
Luego de la fase regular los cuatro mejores clasificados disputaran una semifinal enfrentándose el primer clasificado frente al cuarto y el segundo frente al tercero.
El equipo que al terminar en el último puesto desciende directamente a la segunda división, mientras que el penúltimo disputará la promoción frente al subcampeón de la segunda división.
Puntuación
Para ordenar a los equipos en la tabla de posiciones se los puntuará según los resultados obtenidos.
- 4 puntos por victoria.
- 2 puntos por empate.
- 0 puntos por derrota.
- 1 punto bonus por ganar haciendo 3 o más tries que el rival.
- 1 punto bonus por perder por siete o menos puntos de diferencia.

## Clasificación
| Pos. | Equipo             | Encuentros | Encuentros | Encuentros | Encuentros | Tantos | Tantos | Tantos | PB | PB | Puntos |
| Pos. | Equipo             | PJ         | PG         | PE         | PP         | F      | C      | Dif    | BO | BD | Puntos |
| ---- | ------------------ | ---------- | ---------- | ---------- | ---------- | ------ | ------ | ------ | -- | -- | ------ |
| 1.º  | Lansdowne          | 18         | 14         | 0          | 4          | 396    | 272    | +124   | 7  | 2  | 65     |
| 2.º  | Terenure College   | 18         | 11         | 0          | 7          | 422    | 304    | +118   | 6  | 3  | 53     |
| 3.º  | Clontarf           | 18         | 10         | 0          | 8          | 410    | 322    | +88    | 5  | 7  | 52     |
| 4.º  | Young Munster      | 18         | 9          | 0          | 9          | 297    | 361    | -64    | 2  | 5  | 43     |
| 5.º  | Old Belvedere      | 18         | 7          | 1          | 10         | 357    | 313    | +44    | 3  | 9  | 42     |
| 6.º  | UCD                | 18         | 8          | 1          | 9          | 375    | 402    | -27    | 3  | 4  | 41     |
| 7.º  | Ballynahinch       | 18         | 8          | 1          | 9          | 369    | 397    | -28    | 4  | 3  | 41     |
| 8.º  | Cork Constitution  | 18         | 7          | 2          | 9          | 269    | 303    | -34    | 2  | 5  | 39     |
| 9.º  | St. Mary's College | 18         | 8          | 0          | 10         | 349    | 409    | -60    | 2  | 4  | 38     |
| 10.º | Dolphin            | 18         | 4          | 3          | 11         | 255    | 416    | -161   | 2  | 3  | 27     |

## Fase final

### Semifinales
| 25 de abril de 2014 | Lansdowne | 23 - 19 | Young Munster |  |  |

| 25 de abril de 2015 | Terenure College | 0 - 9 | Clontarf |  |  |

### Final
| 9 de mayo de 2015 | Lansdowne | 18 - 17 | Clontarf |  |  |

| Bandera de Irlanda |
| Campeón Lansdowne  |
| Segundo título     |

### Promoción
| 25 de abril de 2015 | St. Mary's College | 3 - 13 | Garryowen |  |  |

- Garryowen asciende de categoría la próxima temporada.